# War Master
War Master is een muziekalbum van Bolt Thrower, opgenomen in september 1990 in de Slaughterhouse Studios, en geproduceerd door Bolt Thrower en Colin Richardson. Het werd in 1991 uitgebracht op Earache Records: Mosh 29.

## Tracklijst
1. Intro... Unleashed (Upon Mankind)	6:13
2. What Dwells Within	4:18
3. The Shreds Of Sanity	3:27
4. Profane Creation	5:32
5. Destructive Infinity ¹	4:14
6. Final Revelation	3:56
7. Cenotaph	4:04
8. War Master	4:17
9. Rebirth Of Humanity	4:01
10. Afterlife	6:01

Totale duur: 46:03
¹ Cd-bonustrack

## Artiesten
- Karl Willetts: zang
- Gavin Ward: gitaar
- Barry Thompson: gitaar
- Andrew Whale: drums
- Jo Bench: bas